# Постников, Герман Дмитриевич
Герман Дмитриевич Постников (род. 15 июня 1913; Нижний Новгород, Российская империя — 12 октября 1996; Брянск, Россия) — советский театральный актёр. Заслуженный артист РСФСР (1960), Народный артист РСФСР (1976).
В основном известен лишь год рождения и смерти, но на сайте: ruspanteon.ru включена полная дата рождения и дата смерти по алфавиту.

## Биография
Родился 15 июня 1913 году в Нижнем Новгороде.
Учился в школе-десятилетке, которую окончил в 1930 году, после чего поступил по настоянию отца в плановый институт. Театральной деятельностью Постников интересовался с раннего возраста и принимал первые участия в различных учебно-любительских спектаклях для опыта. В 1931 году молодой человек  поступил в актёрскую школу-студию при Горьковском драматическом театре. Много играл театральных ролей в различных театрах Советского Союза. Служил в своё время таким театрам, как «Таганрогский драматический театр имени А. П. Чехова», «Нижнетагильский драматический театр имени Д. Н. Мамина-Сибиряка», «Нижегородский государственный театр юного зрителя», «Брянский областной театр драмы А. К. Толстого», «Орджоникидзевский драматический театр».
Во времена Великой Отечественной войны, Постников участвовал во фронтовых бригадах. В возрасте 70-и лет завершил театральную карьеру и вышел на пенсию. 
Ушёл из жизни 12 октября 1996 года в Брянске.

## Звания и награды
- Заслуженный артист РСФСР (5 февраля 1960)[3].
- Народный артист РСФСР (1976)[4]

## Память
- В честь памяти Г. Д. Постникова, 20 мая 2021 года в Брянске была установлена мемориальная доска на здании дома, в котором проживал артист[5].